# پوسیاغباسان (آلاداغ)
پوسیاغباسان (به ترکی استانبولی: Posyağbasan) یک منطقهٔ مسکونی در ترکیه است که در آلاداغ، آدانا واقع شده‌است.